# Crimes de guerra dos Estados Unidos
Os crimes de guerra dos Estados Unidos são violações de leis da guerra que desrespeitam princípios básicos da proteção aos direitos humanos previstos no direito internacional. O termo engloba crimes perpetrados pelas Forças Armadas, pela Guarda Nacional ou por outras forças de segurança e serviços de inteligência dos Estados Unidos contra sua própria população ou contra cidadãos de países signatários das Convenções de Haia de 1899 e 1907, bem como as violações análogas à definição de crime de guerra acordada durante as Convenções de Genebra. Tipificam-se como crimes de guerra, entre outros, o genocídio, as execuções sumárias de combatentes inimigos capturados, maus-tratos de prisioneiros durante interrogatórios, estupros, tortura e uso de violência contra populações civis e não-combatentes.
Consideram-se crimes de guerra de responsabilidade dos Estados Unidos aqueles ocorridos após a independência do país em 1776. Os primeiros registros historiográficos de violações análogas a crimes de guerra cometidos por militares norte-americanos remontam ao século XVIII. Ao longo do século XIX, vários crimes foram perpetrados contra combatentes, civis e nativo-americanos no contexto da Guerra de Secessão, da Marcha para o Oeste e da Doutrina do destino manifesto. A partir do século XX, com a consolidação de uma política intervencionista, recrudescimento do belicismo e o desenvolvimento do complexo militar-industrial, os Estados Unidos tornam-se protagonistas de uma série de conflitos internacionais marcados pela ocorrência de atrocidades e violações das leis da guerra. É nesse contexto que surgem as acusações sobre o genocídio filipino (durante a Guerra Filipino-Americana) e sobre crimes de guerra ocorridos na Segunda Guerra Mundial (incluindo-se o debate sobre os bombardeamentos de Hiroshima e Nagasaki com armas nucleares), na Guerra Fria (abusos ocorridos durante as operações de mudança de regime na América Latina e massacres de civis na Guerra do Vietnã e na Guerra da Coreia) e nas intervenções norte-americanas no Oriente Médio (vide as alegações de estupro e execuções extrajudiciais na Guerra do Golfo e na Guerra do Iraque), entre outros conflitos.
Malgrado o longo histórico de crimes de guerra, o sociólogo Joachim Savelsberg afirma que as atrocidades associadas aos Estados Unidos costumam atrair menos condenação e escrutínio público e estão menos sedimentadas no imaginário dos norte-americanos, em função de uma abordagem mais condescendente da imprensa, da mídia, da indústria do entretenimento e dos livros didáticos, gerando, nas palavras de Savelsberg, "uma amnésia coletiva no que diz respeito aos capítulos negros da história da nação". A legislação norte-americana trata da punição a essas violações por meio da Lei de Crimes de Guerra de 1996 e de vários artigos do Código Uniforme de Justiça Militar. Não obstante, o governo federal dos Estados Unidos historicamente se opõe à Corte Penal Internacional, sob a alegação de que o tribunal internacional não seria balizado por um sistema de freios e contrapesos, rejeitando dessa forma a jurisdição da corte sobre seus cidadãos. Em março de 2020, a Corte Penal Internacional autorizou a abertura de uma investigação para apurar alegações de crimes de guerra e de crimes contra a humanidade cometidos por tropas norte-americanas durante a Guerra do Afeganistão. Em retaliação, o presidente dos Estados Unidos, Donald Trump, autorizou a aplicação de sanções econômicas e restrições de viagem aos membros do tribunal.

## Definição e estatutos legais
Crimes de guerra são definidos como atos que violam as leis de guerra estabelecidas pelas Convenções da Haia (1899 e 1907), ou transgressões graves das Convenções de Genebra, do Protocolo Adicional I e do Protocolo Adicional II. A Quarta Convenção de Genebra, de 1949, estendeu a proteção de civis e prisioneiros de guerra durante ocupações militares, mesmo em casos onde não exista resistência armada, por um período de um ano após o fim das hostilidades. O país que ocupa um território estrangeiro está subordinado às disposições da convenção, contanto que "exerça funções de governo em tais territórios".
Como os Estados Unidos não ratificaram o Estatuto de Roma, os crimes de guerra cometidos por suas forças de segurança e de inteligência não estão sob jurisdição do Tribunal Penal Internacional (TPI). Entretanto, cidadãos norte-americanos que cometerem crimes de guerra contra um país signatário do TPI podem ser processados pela corte internacional. O governo norte-americano justificou sua ausência do TPI dizendo que seus soldados poderiam ser alvo de perseguições políticas. Alegou também que a corte não possuiria mecanismos adequados para garantir a imparcialidade e que a ratificação do tratado diluiria sua soberania na área judicial.
Malgrado as justificativas, alguns observadores internacionais criticam o que chamam de hipocrisia dos Estados Unidos, ao rejeitar o TPI ao mesmo tempo em que utiliza o tribunal a seu favor, pressionando a corte para processar inimigos e bloquear processos contra seus acusados e cidadãos de países aliados. Em artigo publicado em 2011, o jornal sul-africano The Southern Times ressaltou o fato de que enquanto "há tantos líderes de nações em desenvolvimento acusados perante o TPI, nenhum líder de um país ocidental foi processado até hoje por crimes contra a humanidade no Iraque, Afeganistão, Costa do Marfim, Líbia e prisão de Guantánamo" e que "qualquer um pode observar como o TPI foi rápido em atacar Charles Ghankay Taylor e Muammar Gaddafi, entre outros, mas mantém suas mãos nos bolsos, quando se trata de George W. Bush e Tony Blair".
A legislação dos Estados Unidos trata da punição a crimes de guerra cometidos por ou contra cidadãos norte-americanos e membros das forças armadas através da Lei de Crimes de Guerra de 1996. No capítulo 118, seção "Crimes de Guerra § 2401", a lei determina que: "Qualquer pessoa que, dentro ou fora dos Estados Unidos, cometer uma violação grave das Convenções de Genebra, em qualquer uma das circunstâncias descritas na subseção B, poderá ser multado ou submetido à prisão perpétua ou por qualquer período de tempo, ou ambos, e, resultando em morte para a vítima, também estará sujeito à pena de morte." Outro dispositivo legal que regulamenta a questão é o Código Uniforme de Justiça Militar (UCMJ no acrônimo em inglês), a lei penal militar aplicável aos soldados norte-americanos ativos no país ou no exterior. O Corpo de Juízes-Advogados Gerais é a agência pública responsável por processar e julgar crimes de guerra atribuídos a militares.

## História

### Genocídio dos povos indígenas

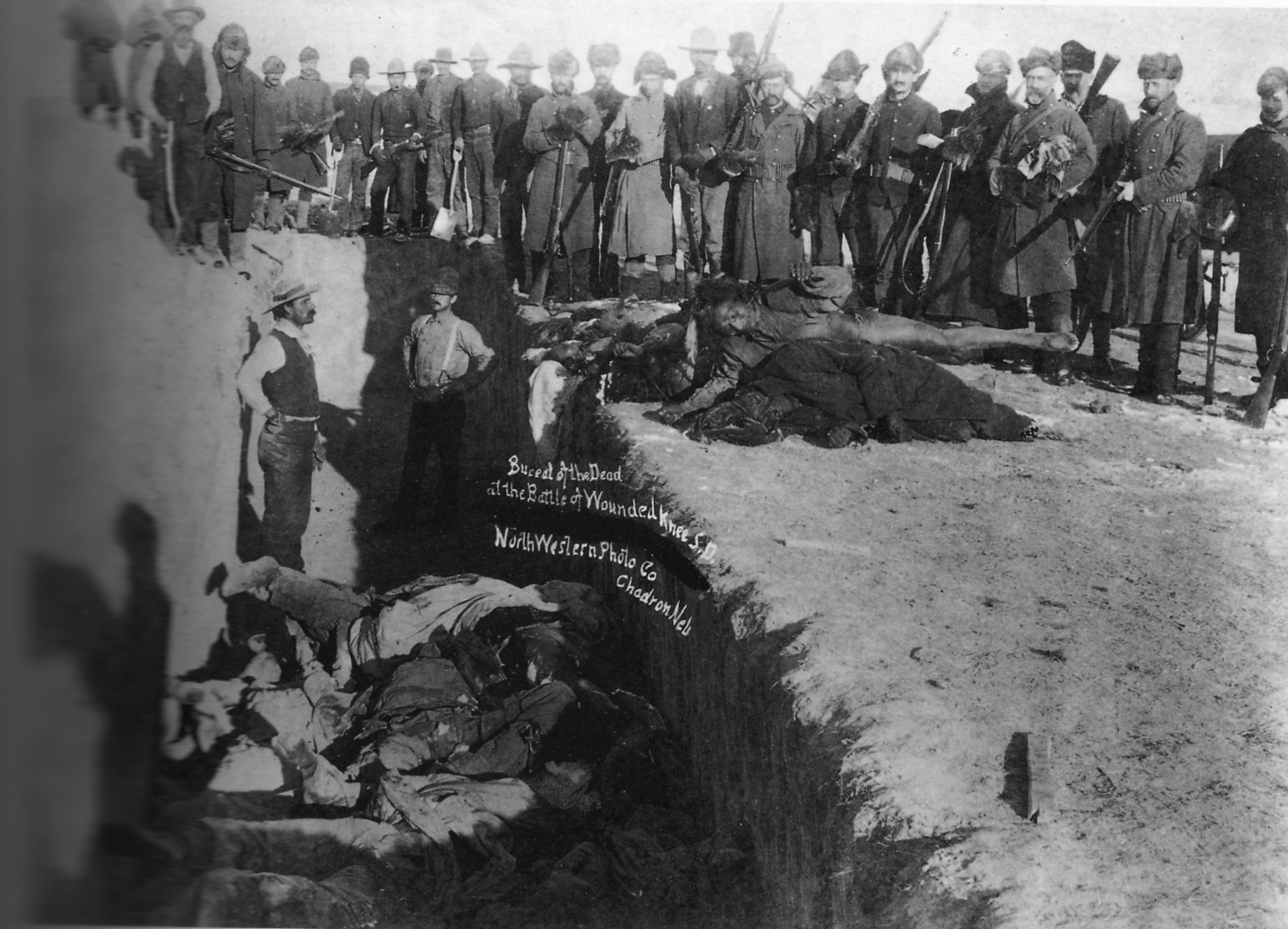
Indígenas mortos no Massacre de Wounded Knee são enterrados em uma vala comum, em 1891

O processo de genocídio dos povos indígenas iniciado pelos colonizadores europeus teve continuidade após a independência dos Estados Unidos. Entre o fim do século XVIII e o início do século XX, os povos nativos foram submetidos a milhares de massacres perpetrados por colonos, milicianos, pioneiros, missionários e soldados de tropas regulares. A população indígena, estimada em 25 milhões de nativos antes da colonização, foi reduzida para menos de 2 milhões após o fim das Guerras Indígenas e continuou declinando até o século XX. Durante a Marcha para o Oeste, a limpeza étnica dos indígenas tornou-se política oficial do governo dos Estados Unidos. Embora motivado por interesses econômicos, tais como a exploração das terras indígenas e dos recursos naturais, a substituição das culturas de subsistência por lavouras comerciais e a expansão das ferrovias e da malha viária, o genocídio indígena foi justificado por um discurso apologético do progresso, pelo recurso às ideias de excepcionalismo americano e de uma suposta incumbência mística em favor da "civilização", condensados nos pressupostos do Destino Manifesto.
Nas primeiras décadas após a independência, o extermínio dos indígenas foi conduzido por iniciativa de colonos e milícias. Algumas dessas agressões englobavam missionários e colonos que convivam com os povos nativos — como ocorrido no Massacre de Gnadenhutten, uma aldeia de Ohio, habitada por indígenas, missionários da Igreja dos Irmãos Morávios e colonos que haviam permanecido neutros durante a Guerra de Independência dos Estados Unidos, exterminados por uma milícia organizada da Pensilvânia em 8 de março de 1782. Ao longo do século XIX, o governo norte-americano passou a coordenar ativamente os processos de expansão territorial e de incentivo à exploração das terras indígenas. Como resultado, os massacres tornaram-se mais frequentes, mais violentos e mais generalizados, sem que houvesse distinção entre grupos indígenas amistosos, ou mesmo aliados, e tribos mais hostis. O uso de milícias financiadas pelo governo foi particularmente intenso durante a corrida do ouro na Califórnia, ensejando mais de 370 massacres, além de estupros coletivos e escravização de crianças indígenas. Realocações forçadas, institucionalizadas após a "Lei de Remoção dos Indígenas", sancionada em 1830, também contribuíram enormemente para o extermínio de milhares de nativos. Estima-se, por exemplo, que a "Trilha das Lágrimas" — i.e. a remoção forçada das chamadas "cinco tribos civilizadas" de suas terras — tenha resultado na morte de um terço dos nativos realocados.
Tropas regulares do governo norte-americano foram responsáveis por coordenar inúmeros assassinatos em massa de indígenas, tais como o Massacre de Sand Creek (quando o 3º Regimento de Cavalaria do Colorado executou centenas de cheyennes e arapahos), a Guerra de Mendocino (deflagrada por tropas do major Edward Johnson, contra o povo yuki), o Massacre de Round Valley (caracterizado pela extrema violência e pelo grande número de vítimas, também contra o povo yuki) e o Massacre de Bear River (contra o povo shoshone). O governo norte-americano também foi acusado de contagiar deliberadamente tribos indígenas em 1837, ao distribuir cobertores infectados com varíola, além de ter agido para impedir a vacinação de diversos povos nativos, como os mandan, os arikaras, os cree e os blackfoot. O Massacre de Wounded Knee, ocorrido em 29 de dezembro de 1890, foi um dos últimos grandes conflitos das Guerras Indígenas com participação de tropas regulares do governo norte-americano. A chacina foi conduzida pelo 7º Regimento de Cavalaria dos Estados Unidos contra o povo dacota, resultando em centenas de mortes. Vinte soldados que participaram do massacre foram condecorados com medalhas de honra.
As chamadas Guerras Indígenas se estenderam até a segunda década do século XX, deixando um saldo de milhões de mortes e a destruição irreversível de inúmeras culturas nativas. Para o etnólogo Ward Churchill, da Universidade do Colorado, o massacre dos nativos norte-americanos pode ser caracterizado como "o mais prolongado genocídio que que a humanidade já registrou".[carece de fontes?] Mesmo após o encerramento dos massacres, os indígenas seguiriam sendo retratados na imprensa, na indústria do entretenimento e na mídia norte-americana sob um viés paternalista e condescendente com as agressões. Apenas em meados do século XX iniciou-se um processo de análise crítica e conscientização em relação a esses abusos. Filmes como Broken Arrow e Devil's Doorway foram os primeiros a retratar indígenas não como vilões, mas como vítimas da agressão dos colonizadores brancos.

### Guerra Mexicano-Americana

Pintura de Samuel Chamberlain retratando o enforcamento dos soldados do Batalhão de São Patrício

A Guerra Mexicano-Americana foi o primeiro grande conflito internacional impulsionado pelo expansionismo norte-americano. Sob a justificativa da predestinação divina expressa no Destino Manifesto, os Estados Unidos intensificaram sua Marcha para o Oeste, avançando em direção Oceano Pacífico. Além da aquisição de novos territórios para dar vazão à pressão migratória, os norte-americanos cobiçavam os recursos naturais da região da Califórnia, então sob domínio mexicano. Na primeira metade do século XIX, as pretensões expansionistas dos Estados Unidos causaram crescentes atritos diplomáticos com o México, sobretudo na disputa em torno do Texas. Originalmente uma província mexicana, o Texas passou a ser povoado por colonos norte-americanos a partir de 1821. Em 1836, os colonos norte-americanos no Texas se rebelaram contra o governo mexicano e declararam a independência da província. O México não reconheceu a independência do Texas, considerando-a uma província rebelde. Em 1845, com a anuência dos colonos, os Estados Unidos anexaram o Texas como um novo estado e despacharam tropas para ocupar as demais províncias setentrionais do México. Para defender sua integridade territorial, o México declarou guerra aos Estados Unidos em 1846. O conflito durou dois anos e teve consequências drásticas para o México que, derrotado, foi obrigado a ceder metade do seu território para os Estados Unidos.
Liderado por Zachary Taylor, o exército norte-americano cometeu diversos abusos contra não-combatentes após a invasão do México. Somente no primeiro mês de ocupação estrangeira, os soldados norte-americanos saquearam fazendas, cometeram roubos, estupros e assassinaram pelo menos 20 civis mexicanos. Pouco tempo depois, as tropas sob comando do coronel John Coffee Hays perpetraram um massacre que culminou na morte de pelo menos 100 civis desarmados. Reagindo aos abusos, mexicanos formaram guerrilhas, iniciando uma série de ataques às patrulhas de soldados norte-americanos, sobretudo após a Batalha de Monterrei. Os norte-americanos responderam intensificando suas agressões. Uma unidade militar comandada pelo capitão Mabry B. Gray sequestrou e executou um grupo de 24 civis mexicanos, ao passo que um destacamento do 1º Regimento de Kentucky passou a assassinar jovens mexicanos por "esporte". As agressões mais infames seriam cometidas por um grupo de soldados liderados por Joseph Lane. Após o assassinato de Samuel Hamilton Walker em uma escaramuça, Lane ordenou que seus homens vingassem a morte do capitão saqueando a cidade de Huamantla. Os soldados de Lane incendiaram casas e comércios, cometeram estupros coletivos contra dezenas de mulheres (incluindo menores de idade) e assassinaram inúmeros civis.
Ao fim do conflito, as tropas norte-americanas haviam assassinado mais de 10 000 civis mexicanos. O historiador James McPherson atribuiu a violência contra os mexicanos ao racismo e ao sentimento anticatólico dos soldados norte-americanos. O congressista abolicionista Joshua Reed Giddings definiu a guerra como "assassinato de mexicanos em seu próprio solo e roubo da terra que lhes pertence". Por sua vez, Ulysses S. Grant, comandante do Exército dos Estados Unidos e futuro presidente do país, classificou o conflito como "uma das guerras mais injustas movidas em qualquer tempo por uma nação mais forte contra uma mais fraca".

### Guerra de Secessão

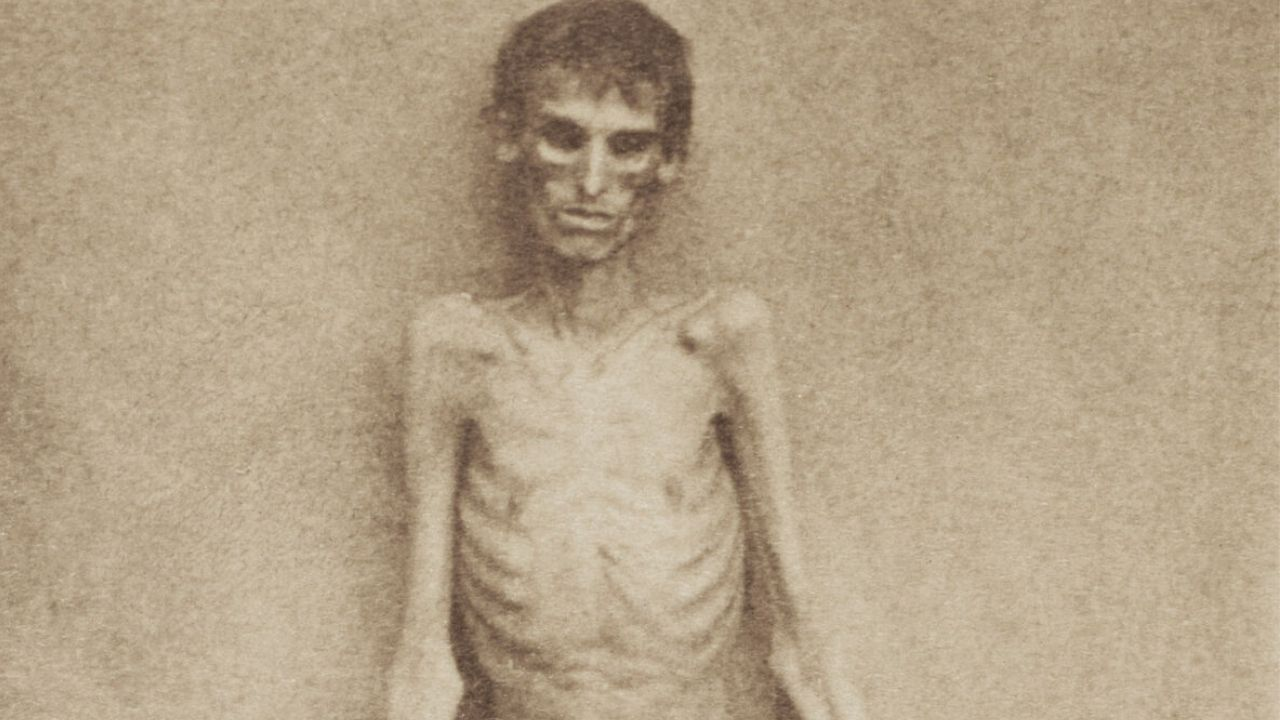
Prisioneiro no campo de concentração de Andersonville, em 1862

Em 1860, Abraham Lincoln foi eleito presidente dos Estados Unidos prometendo deter a expansão da escravização dos negros no país. As ideias de Lincoln foram bem recebidas pelos estados do norte, detentores de estruturas manufatureiras mais desenvolvidas e mais habituados ao contato com o ideário abolicionista. Os estados do sul, entretanto, eram fortemente dependentes do trabalho escravo em lavouras com baixa mecanização e temiam que eventuais leis antiescravagistas inviabilizassem suas economias. Assim, resolveram romper com a União e formar um novo país, dito "Estados Confederados da América", deflagrando uma guerra civil. A Guerra de Secessão se estenderia de 1861 a 1865, opondo os estados do norte, leais à União, e os estados do sul, ditos confederados, a favor da separação.
A Guerra de Secessão foi marcada por graves abusos de direitos humanos, infligidos sobre os combatentes, civis e a população escravizada. Seguindo o modelo europeu de troca de prisioneiros, União e Confederados montaram dezenas de campos de concentração para aprisionar temporariamente os soldados inimigos capturados, congregando um total de 409 000 combatentes. As taxas de mortalidade dos campos de concentração mantidos pelos dois lados em conflito eram extremamente elevadas e os cativos eram submetidos a sérias privações e péssimas condições sanitárias. Estima-se que 56 000 soldados tenham morrido nos campos de concentração, o equivalente a 10% de todas as mortes registradas no conflito. No Campo Douglas, em Chicago, um décimo dos prisioneiros morreu em apenas um mês de inverno. Já na Prisão de Elmmira, no estado de Nova Iorque, a taxa de letalidade foi de 25%.
Entretanto, nenhum campo de prisioneiros registrou uma letalidade tão alta quanto o campo de concentração de Andersonville, na Geórgia, administrado pelos Confederados. O campo de Andersonville abrigava 45 000 prisioneiros (quatro vezes mais do que a sua capacidade) e possuía condições extremamente precárias. Quando não pereciam por causa de abusos e maus-tratos dos guardas, os encarcerados morriam de fome, sede ou de doenças derivadas das péssimas condições sanitárias, como escorbuto ou febre tifoide. Um riacho que cortava o campo era simultaneamente o banheiro comum e a única fonte de água dos detentos. Como consequência dessas condições, quase um terço dos internos morreram e foram enterrados em valas comuns nas proximidades. Após o término da guerra, o capitão Henry Wirz, responsável por administrar o campo de Andersonville, foi julgado por um tribunal militar e condenado à morte por enforcamento. Wirz foi a única pessoa executada por crimes de guerra no âmbito da Guerra de Secessão.

### Guerra Filipino-Americana

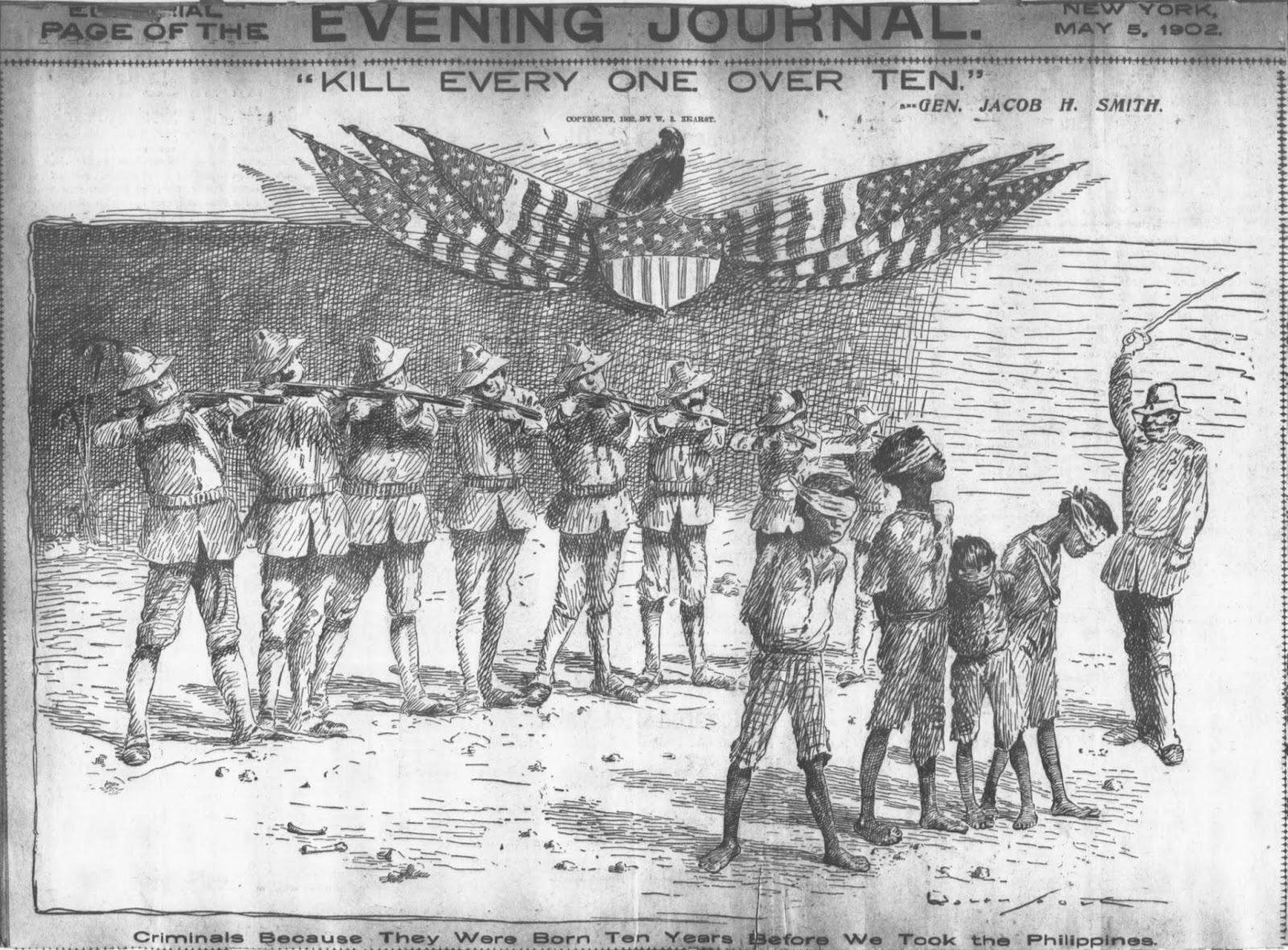
"Mate todos com mais de dez anos". Charge publicada pelo New York Journal em 5 de maio de 1906, ilustrando a execução de crianças filipinas por soldados americanos durante a Marcha por Samar

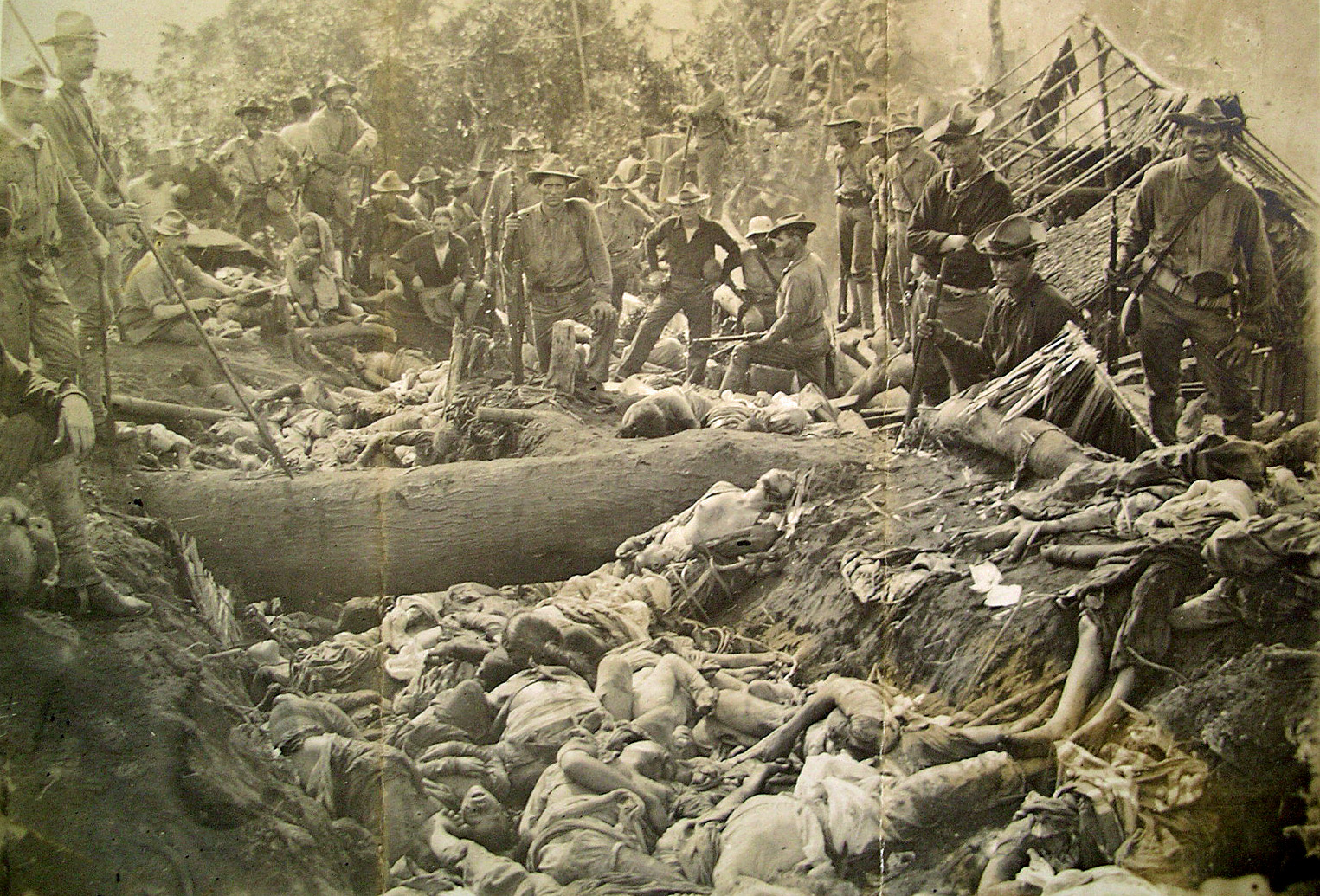
Soldados americanos posam para foto junto a uma vala com os cadáveres de civis filipinos mortos no Massacre de Bud Dajo, em 7 de março de 1906

Submetidos ao domínio colonial espanhol desde o século XVI, os filipinos organizaram um importante movimento autonomista no fim do século XIX, que deu origem à Katipunan, uma organização independentista secreta dirigida por Andrés Bonifacio. Ao tomarem conhecimento da rebelião anticolonial planejada, as autoridades espanholas reprimiram duramente os revoltosos e ordenaram a execução de José Rizal, um dos principais defensores da independência das Filipinas. A repressão espanhola, entretanto, acabou alimentando o movimento pró-independência, dando origem à Revolução Filipina, que eclodiu em 1896, sob a liderança de Emilio Aguinaldo. Paralelamente a isso, a Espanha se envolveu em outro conflito — a Guerra Hispano-Americana, travada contra os Estados Unidos, uma disputa de poder sobre as possessões ultramarinas da Espanha nas Américas e no Oceano Pacífico. Emilio Aguinaldo apoiou os Estados Unidos na luta contra a Espanha, então uma inimiga comum. Em agosto de 1898, após a derrota da Espanha na guerra Hispano-Americana, Aguinaldo proclamou a independência das Filipinas, mas a autonomia do país não seria reconhecida pelos norte-americanos. Os Estados Unidos haviam celebrado com a Espanha o Tratado de Paris, que transferia o domínio colonial sobre as Filipinas, Cuba, Guam e Porto Rico para os norte-americanos. Aguinaldo e o exército revolucionário das Filipinas não aceitaram se submeter ao domínio colonial dos norte-americanos e seguiram lutando pela independência do país. Teve início então a Guerra Filipino-Americana, que se estenderia por catorze anos e resultaria na morte de centenas de milhares de filipinos.
O conflito foi marcado pela violência extrema e por uma série de atrocidades deliberadamente perpetradas por militares norte-americanos contra a população civil filipina. Entre os crimes de guerra atribuídos aos Estados Unidos está a Marcha por Samar, uma operação militar coordenada pelo general de brigada Jacob Hurd Smith. Ao instruir o major Littleton Waller a reforçar os efetivos norte-americanos na ilha de Samar, o general Smith determinou que todos os filipinos com idade igual ou superior a dez anos deveriam ser mortos. A ordem de Smith resultou em um massacre generalizado de civis. As rotas de abastecimento de Samar foram todas bloqueadas, com o objetivo de submeter os revolucionários e os não-combatentes à privação e à fome. Por sua vez, as tropas norte-americanas encarregadas de fazer varreduras pelo interior de Samar para tentar capturar o general filipino Vicente Lukbán agiram com hostilidade irrefreada contra a população filipina. À medida em que avançavam, os soldados executavam os civis, matavam animais de cargas e incendiavam as aldeias. Também foram registradas retaliações ao apoio dos populares aos guerrilheiros filipinos, tais como o Massacre de Balangiga. O número exato de vítimas da Marcha por Samar é desconhecido, mas historiadores filipinos estimam aproximadamente 50 000 mortos. O massacre em Samar resultou em um processo contra general Smith em uma corte marcial, em que se determinou sua aposentadoria compulsória.
O Massacre de Bud Dajo, ocorrido no contexto da Rebelião Moro, foi um dos episódios mais infames da Guerra Filipino-Americana. Em 2 de março de 1906, o major Leonard Wood encarregou o coronel J.W. Duncan de liderar uma expedição para atacar Bud Dajo — uma cratera vulcânica habitada por moros, isso é, nativos filipinos seguidores da religião muçulmana. Três dias depois, um grupo de 750 soldados norte-americanos iniciou as hostilidades, cercando a cratera e bloqueando suas saídas. Em seguida, iniciaram um potente ataque com artilharia de montanha, metralhadoras e disparos de canhões, matando 99% dos moros refugiados na cratera — mais de mil civis desarmados. Os soldados norte-americanos ingressaram posteriormente na cratera e passaram a executar os poucos sobreviventes com golpes de baioneta. Um número substancial dessas vítimas eram mulheres e crianças. O massacre, que os militares norte-americanos classificaram como resultante de uma "batalha", foi bastante criticado e contestado, inclusive por personalidades dos Estados Unidos. O escritor Vic Hurley, por exemplo, afirmou que "nem como um exercício de imaginação Bud Dajo poderia ser definido como uma batalha". A mesma opinião foi expressa por Mark Twain, que condenou veementemente o ataque em uma série de artigos e o classificou como "um massacre de pessoas indefesas". O major Wood tentou dirimir as críticas ao alto número de mulheres e crianças mortas no massacre alegando que as vítimas estavam disfarçadas de combatentes do sexo masculino ou foram usados pelos próprios moros como "escudos humanos". Entretanto, as alegações de Wood contrastam com as informações presentes no relatório escrito pelo próprio coronel Duncan em 12 de março de 1906, com a descrição detalhada das hostilidades em campo.
Os generais Arthur MacArthur Jr. e Elwell Stephen Otis também foram responsáveis por coordenar a destruição de diversas aldeias e ordenar a captura e execução de civis, visando incitar o conflito com soldados filipinos e justificar o recrudescimento da violência contra os revolucionários. Prisioneiros de guerra filipinos foram submetidos a diversos abusos e torturas, registrando-se um grande número de cativos mortos por fome ou executados após a captura. As agressões norte-americanas se intensificaram após a Batalha de Manila, em resposta à adoção da tática de guerrilha não-convencional pelos revolucionários liderados por Aguinaldo. Esses massacres eram frequentemente acobertados por oficiais norte-americanos, que, não raramente, tentavam controlar o fluxo de informações através de métodos violentos. Alguns historiadores consideram que as ações dos Estados Unidos durante a Guerra Filipino-Americana constituem um genocídio. Estima-se que o conflito tenha matado até um milhão de filipinos, o equivalente a 10% da população do país no início do século XX. Apesar da alta letalidade, a percepção da brutalidade do conflito foi bastante atenuada pelo discurso político e midiático norte-americano.

### Primeira Guerra Mundial

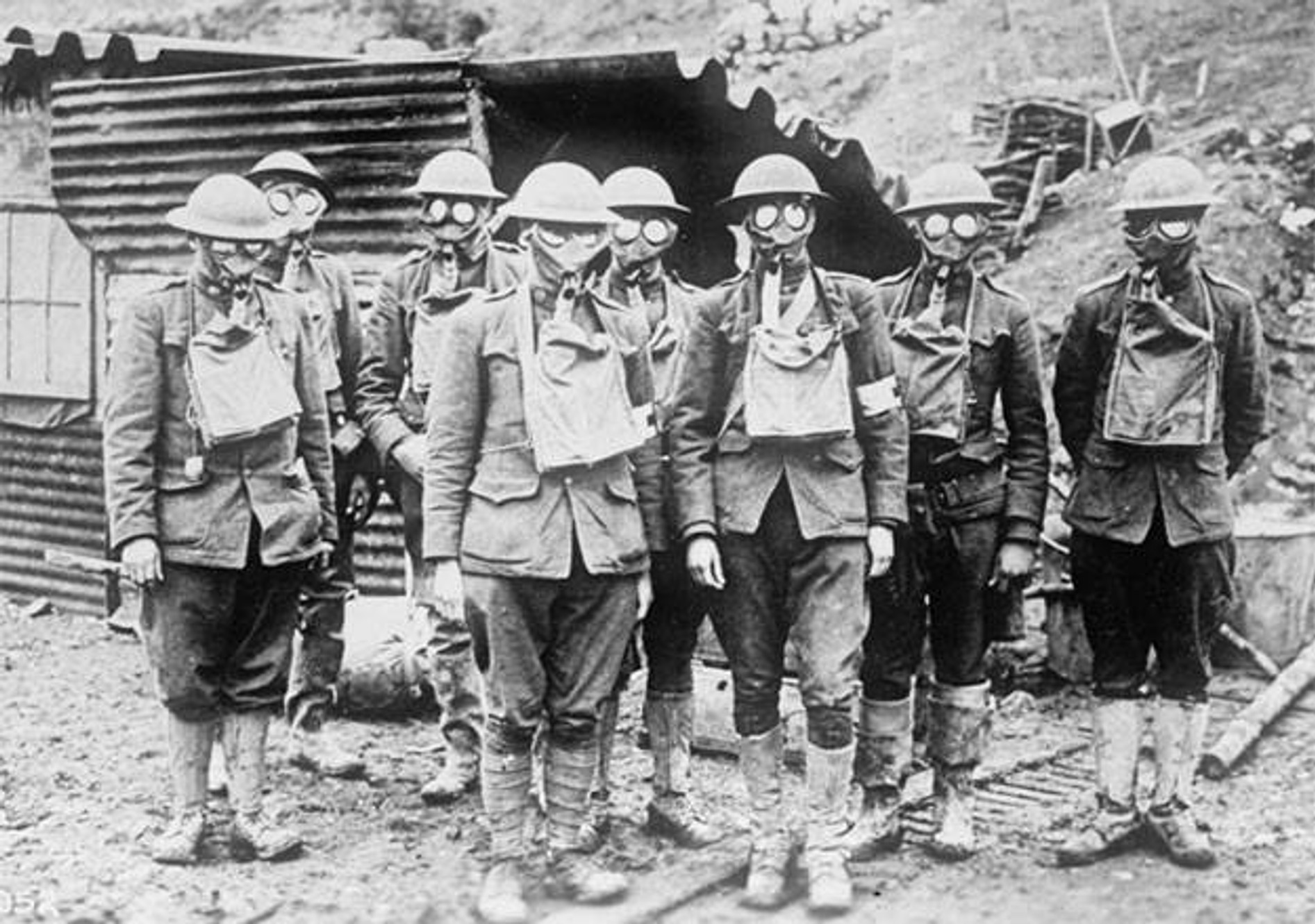
Soldados americanos usando máscaras respiratórias. Lorena, França, 1917

Durante a maior parte da Primeira Guerra Mundial, os Estados Unidos mantiveram uma política de neutralidade, malgrado o favorecimento extraoficial aos britânicos e seus aliados. Em abril de 1917, após uma série de ataques alemães a navios mercantes norte-americanos, os Estados Unidos ingressaram oficialmente no conflito, declarando guerra à Alemanha e se aliando à Tríplice Entente, composta por Reino Unido, França e Rússia. A guerra mobilizou aproximadamente 4 milhões de militares norte-americanos e ensejou uma expansão dramática da capacidade bélica das Forças Armadas dos Estados Unidos. Conforme relatado pelo historiador Richard Rubin, os soldados de infantaria norte-americanos (alcunhados doughboys) desenvolveram um ódio intenso pelos soldados do Exército Alemão durante a Ofensiva Meuse-Argonne. Rubin afirma ter lido, "aqui e ali, relatos de prisioneiros de guerra alemães, capturados em Meuse-Argonne, que eram executados, ao invés de serem enviados para fora das linhas de batalha".
Assim como a maioria das grandes potências envolvidas no conflito, os Estados Unidos também utilizaram gás venenoso ao longo da Primeira Guerra Mundial. Embora generalizado, o emprego de armas químicas constituiu crime de guerra, uma vez que havia sido formalmente proibido pela Declaração de Haia sobre Gases Asfixiantes de 1899 e pela Convenção de Haia sobre Guerra Terrestre de 1907. Os Estados Unidos fabricaram aproximadamente 1 600 toneladas de fosgênio para uso nos campos de batalha. Gás mostarda também foi produzido em larga escala, sobretudo no centro de pesquisa criado pelo governo norte-americano junto à Camp American University e em uma fábrica nos arredores de Willoughby, Ohio, que fabricava 10 toneladas da substância por dia. Próximo ao fim da Primeira Guerra Mundial, os norte-americanos haviam desenvolvido um novo agente vesicante, denominado lewisite, ainda mais letal que o gás mostarda. O Primeiro Regimento de Gás do Exército dos Estados Unidos serviu na França e utilizou fosgênio em vários ataques. Em maio de 1918, a artilharia norte-americana saturou a cidade francesa de Lahayville com mais de 1 600 projéteis de fosgênio e acidentalmente matou 236 de seus próprios soldados. A artilharia dos Estados Unidos também utilizou gás mostarda, sobretudo na Ofensiva Meuse-Argonne. Os ataques eram normalmente realizados com projetores Livens, fileiras de tubos verticais de metal semienterrados no solo, capazes de disparar grandes recipientes contendo a substância.

### Segunda Guerra Mundial
Os Estados Unidos ingressaram oficialmente na Segunda Guerra Mundial em dezembro de 1941, após um período de dois anos de neutralidade formal. O país declarou guerra às Potências do Eixo após o ataque do serviço aéreo da Marinha Imperial Japonesa à base naval norte-americana em Pearl Harbor. Ao lado da União Soviética, do Reino Unido e da China, os Estados Unidos integram o grupo dos chamados "Quatro Grandes", isso é, os países que lideraram os esforços de guerra entre os Aliados, fornecendo o grosso dos recursos humanos, industriais e financeiros empregados no conflito. Aproximadamente 16 milhões de norte-americanos serviram nas Forças Armadas dos Estados Unidos durante a Segunda Guerra Mundial, sobretudo nas operações levadas a cabo no Teatro do Pacífico, na Batalha do Atlântico e na Frente Ocidental. Diversos crimes de guerra foram atribuídos aos soldados norte-americanos durante o conflito, abrangendo desde execuções sumárias de prisioneiros e estupros em massa até o bombardeio de civis com armas nucleares.

#### Frente do Pacífico

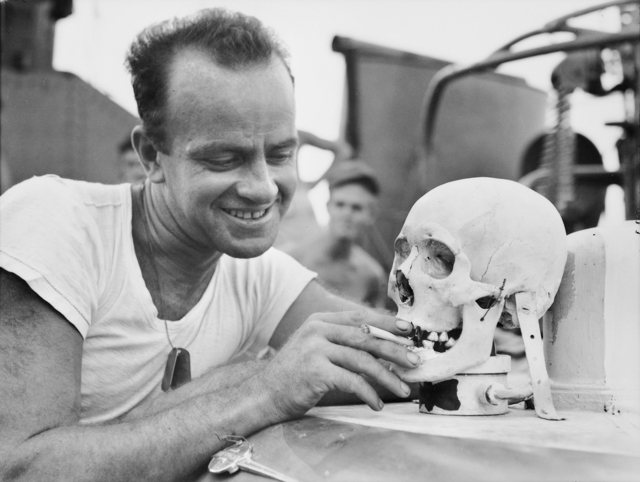
Um militar norte-americano brincando com o crânio de um soldado japonês. Nova Guiné, 1944

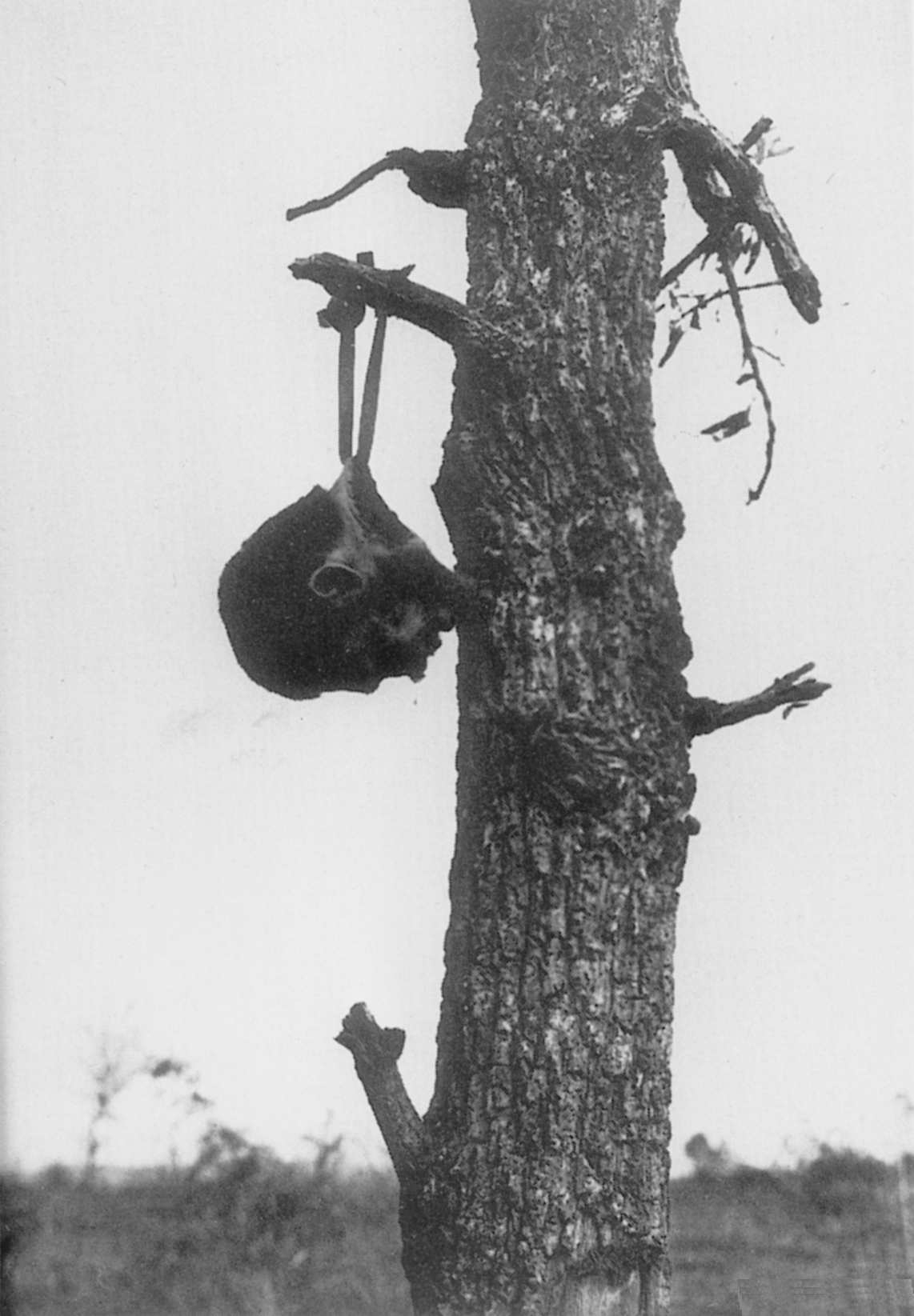
A cabeça decepada de um soldado japonês pendurada em um galho de árvore. Birmânia, 1945

Em 26 de janeiro de 1943, após torpedear o navio cargueiro japonês Buyo Maru, o submarino norte-americano USS Wahoo abriu fogo contra um grupo de sobreviventes que havia sobrevivido ao naufrágio da embarcação em um bote salva-vidas. Na ocasião, o vice-almirante Charles A. Lockwood justificou a ação dizendo que os sobreviventes eram soldados japoneses armados com metralhadoras e rifles, que teriam atirado contra o Wahoo assim que o submarino emergiu. Não obstante, o historiador Clay Blair afirma que a tripulação do submarino atirou primeiro e os sobreviventes naufragados teriam então respondido com armas de fogo. Posteriormente, descobriu-se que entre os náufragos atacados pelo Wahoo estavam prisioneiros de guerra aliados lotados no 2º Batalhão Indiano, do 16º Regimento do Punjab. Dos 1 126 passageiros a bordo do Buyo Maru, morreram 195 indianos e 87 japoneses, alguns durante o torpedeamento do navio, outros nos tiroteios posteriores. Após outro conflito marítimo — a Batalha do Mar de Bismarck, travada entre 3 e 5 de março de 1943 — barcos torpedeiros norte-americanos e aeronaves aliadas atacaram uns navios de resgates japoneses e um grupo de aproximadamente 1 000 sobreviventes de oito navios de transporte de tropas japonesas que haviam sido afundados. A justificativa era de que os sobreviventes já estavam próximos do destino e logo seriam reintegrados às forças armadas do Japão.
Ao longo de toda a Guerra do Pacífico, militares norte-americanos mantiveram uma prática de execução sistemática dos soldados japoneses capturados. Richard Aldrich, professor de história da Universidade de Nottingham, publicou um estudo sobre diários e anotações de soldados norte-americanos e australianos, onde os militares confirmavam ter massacrado prisioneiros de guerra. Segundo o John Dower, "em muitos casos (...) japoneses capturados eram sumariamente executados ou assassinados a caminho das prisões". Niall Ferguson confirmou os relatos dos historiadores supracitados e reforçou as alegações publicando um relatório do serviço de inteligência dos Estados Unidos produzido em 1943, onde se afirmava que as autoridades norte-americanas tiveram de oferecer três dias de folga e sorvete para que seus soldados parassem de matar prisioneiros de guerra japoneses. Ferguson afirma que apesar dos esforços dos comandantes das tropas norte-americanas para amenizar o hábito de "não fazer prisioneiros", as execuções sumárias de soldados japoneses rendidos continuaria sendo a "prática padrão" dos militares norte-americanos até depois da Batalha de Okinawa, em meados de 1945. O historiador também especula que esse hábito teria estimulado os soldados japoneses a não se renderem, por compreenderem que seriam mortos da mesma forma caso se entregassem.
Além da resistência dos japoneses a se entregarem, o historiador norte-americano James J. Weingartner atribui a política de execução sistemática de prisioneiros de guerra japoneses a uma "convicção generalizada entre os norte-americanos de que os japoneses eram 'animais' ou 'sub-humanos'", indignos, portanto, do tratamento concedido aos demais prisioneiros de guerra. Ferguson endossa essa interpretação, ao dizer que "as tropa aliadas frequentemente enxergavam os japoneses da mesma forma que os alemães enxergavam os russos — como untermenschen *i.e., "sub-humanos"). Segundo o japonólogo norte-americano Ulrich Straus, além de nutrirem um profundo ódio dos soldados japoneses, os militares norte-americanos "não eram facilmente persuadidos" a proteger prisioneiros de guerra oriundos do Japão por acreditarem que os soldados aliados capturados pelos japoneses eram submetidos a tratamentos desumanos. Os norte-americanos também atribuíam aos japoneses a prática da perfídia — isso é, fingir rendição para então impetrar um ataque surpresa, uma prática proibida pela Convenção de Haia de 1907. Oficiais norte-americanos frequentemente faziam referência a essa prática para contra-argumentar que preservar a vida de prisioneiros de guerra japoneses seria uma exposição das tropas norte-americanas a riscos desnecessários.
O costume de mutilar cadáveres de soldados japoneses para usar parte dos corpos como "recordações" ou "troféus de guerra" tornou-se um hábito generalizado entre os militares norte-americanos ao longo da Segunda Guerra Mundial. Crânios e dentes eram os "troféus" preferidos, embora outras partes do corpo também fossem coletados. Malgrado a condenação do hábito por oficiais norte-americanos desde 1942, o fenômeno foi tão naturalizado que o próprio presidente dos Estados Unidos, Franklin Roosevelt, chegou a ser presenteado pelo congressista Francis E. Walter com um abridor de cartas feito com o osso de um braço amputado de um soldado japonês. Militares norte-americanos podiam ser vistos usando colares feito com dentes extraídos de cadáveres ou usando orelhas de japoneses presas aos seus cintos. Alguns enviavam crânios de japoneses para seus familiares como souvenirs. O artesanato feito com restos mortais de japoneses tornou-se tão comum que chegou a gerar um mercado negro de comercialização de ossadas. O hábito, visto como uma manifestação de desumanização dos japoneses, foi bastante criticado e apresentado no Japão como um símbolo do racismo e da barbárie norte-americana. Em 1984, quando os restos mortais de soldados japoneses foram repatriados das Ilhas Marianas, descobriu-se que 60% não tinham o crânio.
Além das execuções sumárias de inimigos capturados e da mutilação de cadáveres para uso como troféus, registrou-se um grande número de estupros de guerra perpetrados por soldados norte-americanos na Frente do Pacífico, sobretudo durante a Batalha de Okinawa, em 1945. O historiador Oshiro Masayasu, ex-diretor dos Arquivos Históricos da Prefeitura de Okinawa, afirmou que fuzileiros navais norte-americanos que desembarcavam na região para "caçar mulheres em plena luz do dia", forçando-as a deixar seus esconderijos nas aldeias ou em abrigos antiaéreos para serem sexualmente abusadas. A pesquisa de Masayasu foi endossada por relatos de idosos de uma aldeia de Okinawa publicados pelo jornal The New York Times no ano 2000. Os entrevistados afirmaram que fuzileiros navais visitavam constantemente a região e forçavam os civis a reunir todas as mulheres locais, que eram então carregadas para as montanhas e estupradas. Uma pesquisa feita nesse mesmo ano mostrou que a maioria dos moradores de Okinawa com mais de 65 anos conhecia pelo menos uma mulher que foi estuprada por norte-americanos após a guerra. Estimativas acadêmicas apontam que aproximadamente 10 000 mulheres de Okinawa teriam sido estupradas por militares norte-americanos entre 1945 e 1946. Também houve um número significativo de abusos em Kanagawa, onde, apenas nos primeiros 10 dias de ocupação, foram registradas 1 136 denúncias de estupro contra militares dos Estados Unidos. Embora generalizados e brutais, os estupros de Okinawa têm sido historicamente ignorados pela historiografia ocidental. Esse apagamento histórico é atribuído pelo sociólogo Masaie Ishihara não apenas à relutância dos ocidentais em admitir esses crimes, mas também ao fato de que poucas mulheres de Okinawa relataram os estupros, quer por medo, constrangimento ou vergonha dos estigmas associados a mulheres sexualmente abusadas.